# Mas les Tries
El Mas les Tries és un edifici d'Olot (Garrotxa) protegit com a Bé Cultural d'Interès Local.

## Descripció
Es tracta d'un gran mas de planta rectangular i teulat a dues aigües, amb els vessants vers les façanes principals. Els murs, de pedra menuda, són estucats, remarcant els cantoners. Disposa de planta baixa, dos pisos i golfes. La planta baixa és ocupada per les corts i té petites finestres de ventilació. Els dos pisos superiors estan ocupats per l'habitatge, amb la distribució a partir d'un ampli menjador central. Cal remarcar les cinc arcades rebaixades del pis, decorades amb balustrades. El mas disposa d'una era i una àmplia pallissa, amb teulat a dues aigües sostingut per bigues de fusta i teules col·locades a salt de garsa.
El conjunt, en estat d'abandonament, és tancat per un mur, amb porta d'accés al costat de migdia, lloc on es poden veure les inicials A. E. i la data de 1868.